# Opération Mafuta Mingi
 (juillet 2022).
La mise en forme du texte ne suit pas les recommandations de Wikipédia : il faut le « wikifier ».
Les points d'amélioration suivants sont les cas les plus fréquents. Le détail des points à revoir est peut-être précisé sur la page de discussion.
- Les titres sont pré-formatés par le logiciel. Ils ne sont ni en capitales, ni en gras.
- Le texte ne doit pas être écrit en capitales (les noms de famille non plus), ni en gras, ni en italique, ni en « petit »…
- Le gras n'est utilisé que pour surligner le titre de l'article dans l'introduction, une seule fois.
- L'italique est rarement utilisé : mots en langue étrangère, titres d'œuvres, noms de bateaux, etc.
- Les citations ne sont pas en italique mais en corps de texte normal. Elles sont entourées par des guillemets français : « et ».
- Les listes à puces sont à éviter, des paragraphes rédigés étant largement préférés. Les tableaux sont à réserver à la présentation de données structurées (résultats, etc.).
- Les appels de note de bas de page (petits chiffres en exposant, introduits par l'outil «  Source ») sont à placer entre la fin de phrase et le point final[comme ça].
- Les liens internes (vers d'autres articles de Wikipédia) sont à choisir avec parcimonie. Créez des liens vers des articles approfondissant le sujet. Les termes génériques sans rapport avec le sujet sont à éviter, ainsi que les répétitions de liens vers un même terme.
- Les liens externes sont à placer uniquement dans une section « Liens externes », à la fin de l'article. Ces liens sont à choisir avec parcimonie suivant les règles définies. Si un lien sert de source à l'article, son insertion dans le texte est à faire par les notes de bas de page.
- La présentation des références doit suivre les conventions bibliographiques. Il est recommandé d'utiliser les modèles {{Ouvrage}}, {{Chapitre}}, {{Article}}, {{Lien web}} et/ou {{Bibliographie}}. Le mode d'édition visuel peut mettre en forme automatiquement les références.
- Insérer une infobox (cadre d'informations à droite) n'est pas obligatoire pour parachever la mise en page.

Pour une aide détaillée, merci de consulter Aide:Wikification.
Si vous pensez que ces points ont été résolus, vous pouvez retirer ce bandeau et améliorer la mise en forme d'un autre article.
L'opération Mafuta Mingi, ou opération Mafutamingi (signifiant "beaucoup d'huile de cuisson" en kiswahili) était une tentative de coup d'État survenue le 18 juin 1977 visant à tuer le président ougandais Idi Amin Dada et à renverser son gouvernement (en). L'opération a été organisée par le "Mouvement de libération de l'Ouganda", un groupe composé de soldats et de pilotes dissidents de l'armée ougandaise (en), soutenus par des propriétaires d'entreprises à Kampala et Entebbe.
Les comploteurs du coup d'État ont pu rassembler une force substantielle et ont prévu d'éliminer Amin en bombardant d'abord sa position à l'aide d'avions de combat, suivis d'une attaque au sol. Le jour du coup d'État, cependant, le président a été averti et a pu empêcher l'attaque aérienne. Il s'est ensuite échappé d'Entebbe vers Kampala, prenant au dépourvu les putschistes et perçant un groupe de dissidents qui tentaient d'arrêter son convoi. Par la suite, l'opération s'est effondrée, car des membres du coup d'État ont été arrêtés ou se sont enfuis au Kenya. Amin est resté au pouvoir jusqu'en 1979, date à laquelle il a été renversé à la suite de la guerre ougando-tanzanienne.

## Contexte
En 1971, un coup d'État militaire a renversé le président de l'Ouganda, Milton Obote. Le colonel Idi Amin s'est installé comme nouveau président ougandais et a dirigé le pays sous une dictature répressive. Après le coup d'État, Amin a lancé des purges de ses ennemis, et a habilité ses propres partisans à consolider son régime. L'armée du pays, officiellement connue sous le nom d'Uganda Army (UA), a été la plus touchée par cette évolution. Une grande partie de ses dirigeants a été tuée ou expulsée, tandis que des membres de groupes ethniques et religieux favorables à Amin ont été recrutés et promus en masse. Il a également créé une nouvelle agence de renseignement, la State Research Bureau (en) (SRB) qui exploitait un vaste réseau d'informateurs.
Au cours des années suivantes, le régime d'Amin est devenu de plus en plus impopulaire. Lui et ses partisans importants ont été surnommés Mafuta Mingi d'après l'huile de cuisson, une denrée rare mais très importante en Ouganda à l'époque. Le terme était censé signifier que le cercle restreint du président s'est enrichi, tandis que le reste de l'Ouganda souffrait du chaos économique. Amin a fait face à des tentatives de coup d'État répétées par des membres de ses propres forces de sécurité ainsi que des membres de l'opposition exilés. De 1976 à 1977 seulement, le SRB a estimé qu'il y avait eu onze tentatives de coup d'État. Les forces de sécurité d'Amin ont réagi aux menaces contre son régime avec une extrême brutalité. Ses opposants ont estimé que jusqu'à 300 000 ougandais avaient été tués sous le règne d'Amin.

## Prélude

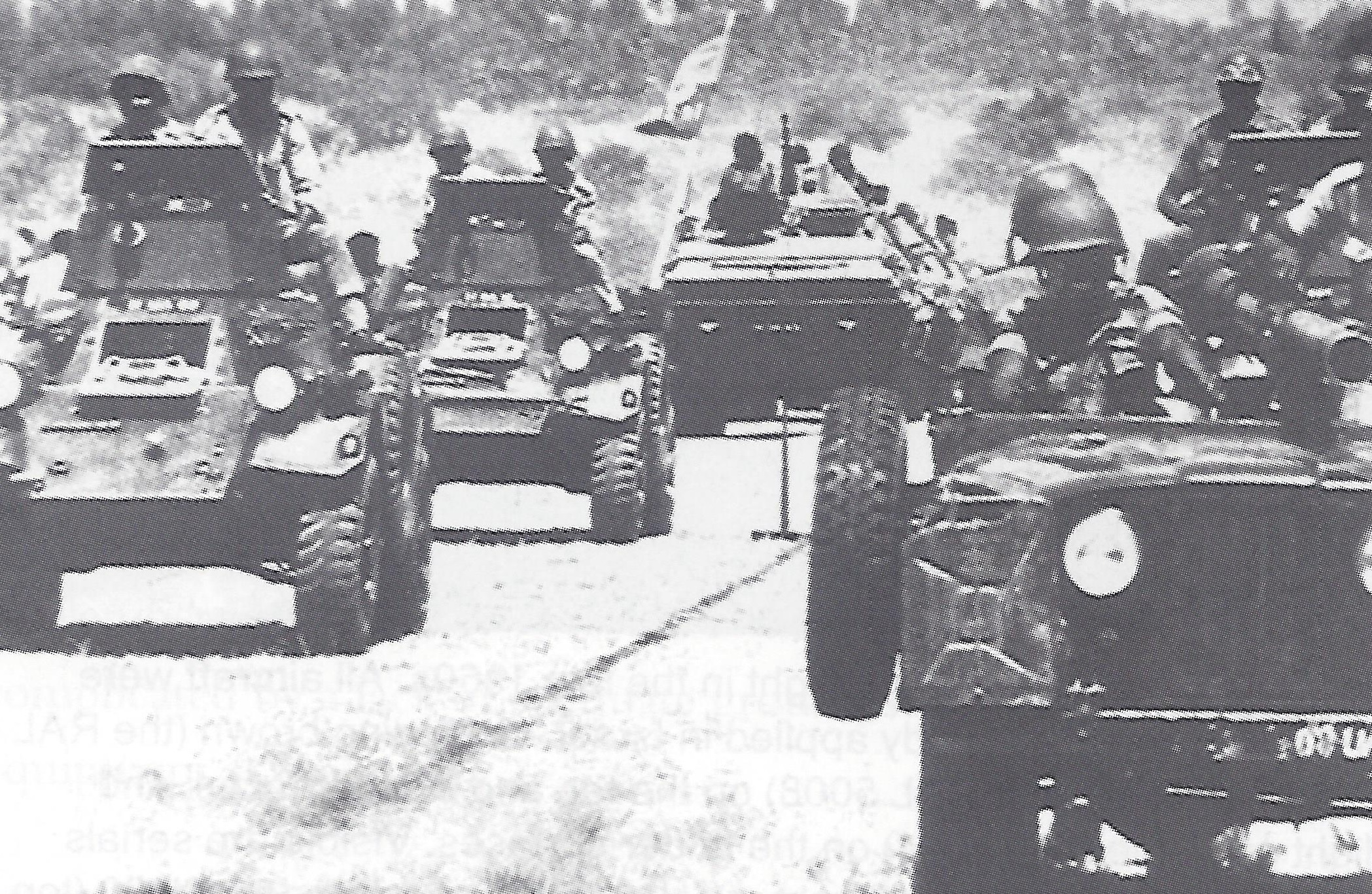
L'opération Mafuta Mingi a été organisée par des soldats de l'armée ougandaise (troupes de l'UA photographiées à la fin des années 1960).

L'opération Mafuta Mingi était dirigée par le major Patrick Kimumwe (en) qui était à l'époque le commandant en second du bataillon Malire. Les putschistes restants étaient pour la plupart des officiers de l'armée de l'air ougandaise (UAAF), dont le frère de Patrick, le capitaine Wilson "Willy" Kimumwe, le major Anthony Bazalaki, et le lieutenant Sylvester Mutumba. Ce dernier était le commandant en second de l'escadron d'entraîneurs d'avions de chasse. Wilson Kimumwe a affirmé plus tard que lui, son frère et un civil éminent avaient lancé le complot en juillet 1976. Les trois sont convenus de renverser Amin et le civil a été désigné comme prochain président. Les conspirateurs ont formé plus tard un comité de 11 soldats et civils. Les comploteurs de coup d'État auraient été "rendus malades par le massacre aveugle" pendant le règne d'Amin, et voulaient finalement restaurer la démocratie parlementaire en Ouganda. Le groupe a pu enrôler plus de membres après le meurtre du populaire archevêque Janani Luwum par les forces de sécurité d'Amin en février 1977.
Les putschistes ont surnommé leur groupe le "Mouvement de libération de l'Ouganda" (ULM). Il a finalement grandi pour inclure environ 500 soldats. La plupart des conspirateurs étaient des chrétiens Baganda ainsi que Basoga. Même si les comploteurs du coup d'État étaient concentrés dans le bataillon Malire et le personnel de l'UAAF stationné à la base aérienne de Gulu, ils ont infiltré une douzaine d'unités de l'armée dans son ensemble. Alors que le bataillon Malire avait déjà soutenu une précédente tentative de coup d'État, à savoir le soulèvement d'Arube (en), l'armée de l'air était considérée comme loyale, car le président la "choyait généreusement". Les conspirateurs ont utilisé le nom de Saint Kizito comme un mot de code pour s'identifier. Un ingénieur travaillant au central téléphonique de Kampala s'est assuré qu'ils pouvaient communiquer en toute sécurité les uns avec les autres, et un informateur du SRB les a tenus au courant des plans d'Amin. Les exilés ougandais vivant au Kenya, en Tanzanie et en Zambie ont également été inclus dans la planification. Parmi ceux-ci se trouvaient peut-être l'ex-diplomate Paulo Muwanga et l'homme d'affaires exilé Martin Aliker (en). L'ULM a reçu un soutien substantiel des propriétaires d'entreprises à Kampala et Entebbe qui ont permis aux comploteurs du coup d'État de stocker des armes dans leurs magasins en préparation du coup d'État. La plupart de ces partisans étaient des "petits hommes d'affaires", bien qu'une "femme d'affaires éminente" à Kampala ait également été impliquée. L'ULM a lentement amassé son armement en volant des fusils à l'armée ougandaise et en les faisant passer en contrebande depuis l'étranger. Ils ont finalement collecté environ 800 armes à feu modernes. En outre, plusieurs diplomates ougandais auraient eu connaissance des plans et les auraient soutenus, assurant à l'ULM que leur nouveau gouvernement serait rapidement reconnu par les autres États.
Les conspirateurs avaient initialement l'intention de lancer leur opération le 16 ou 17 juin, mais Amin a inopinément changé ses plans les deux jours, déjouant les plans des conspirateurs. Les dirigeants de l'ULM se sont rencontrés une dernière fois le 17 juin et ont décidé de lancer une "attaque du tout ou rien" le lendemain. Amin devait rencontrer son cabinet à la State House d'Entebbe. L'ULM avait l'intention de bombarder d'abord la State House à l'aide d'avions, puis de lancer un assaut au sol avec des canons et des mortiers. L'avion était censé décoller de la base aérienne d'Entebbe, et serait capable d'atteindre sa cible en quelques secondes. Bien que les putschistes aient voulu tuer Amin, d'autres membres de haut rang du gouvernement étaient censés être capturés afin qu'ils puissent être jugés.

## Déroulement

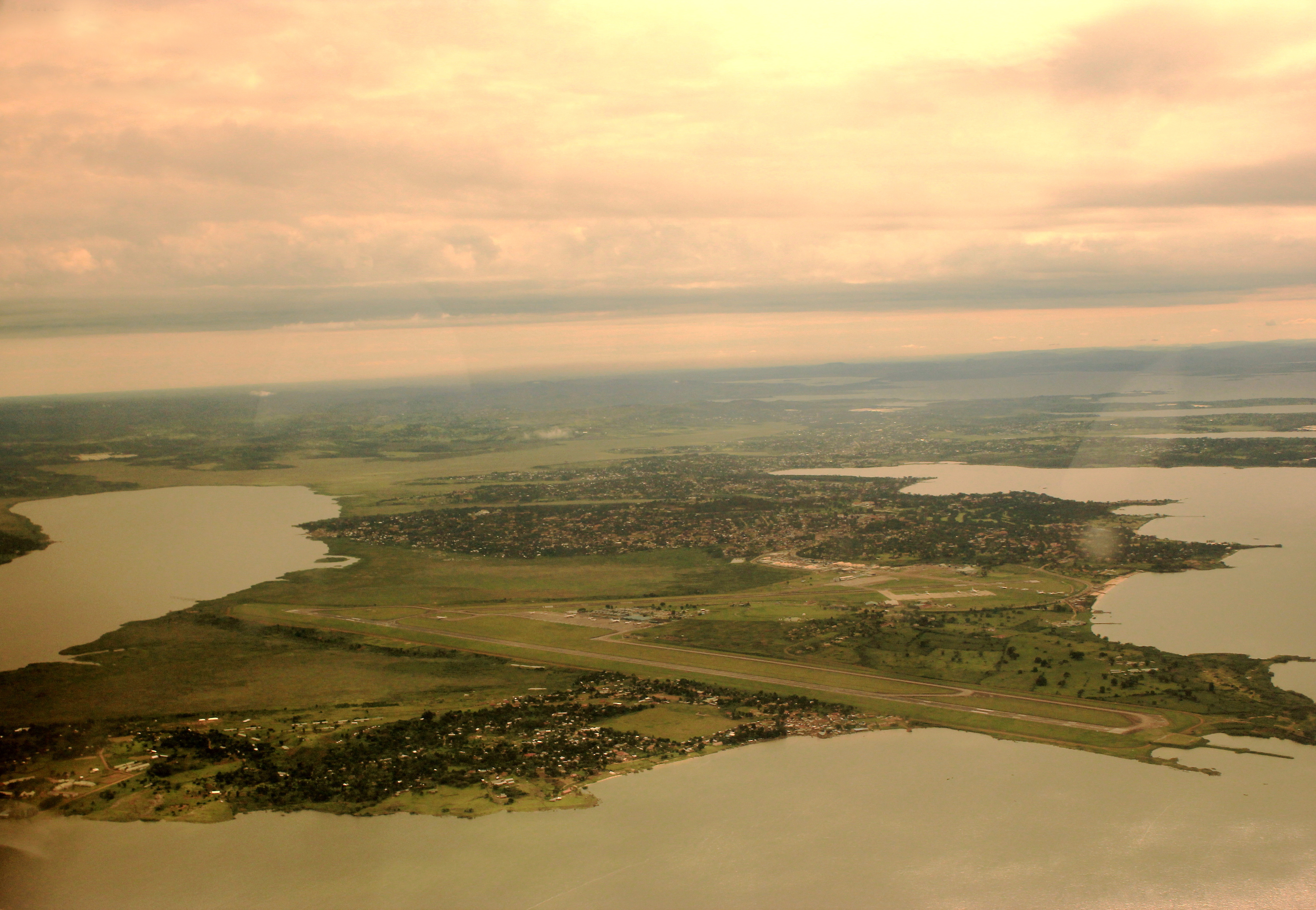
Entebbe en 2012.

L'opération a commencé vers 4 h 0 du matin le 18 juin, lorsqu'un groupe de soldats dissidents de rang inférieur a apporté une cache d'armes de Kampala à Entebbe. Le groupe a d'abord entreposé les armes dans un magasin, puis s'est caché dans les bois. À l'aube, Amin a été averti par le SRB qu'une tentative de coup d'État était en cours, l'origine de cette fuite n'a jamais été fermement établie. Un membre de l'ULM, connu uniquement sous le nom de "Peter", a affirmé plus tard que l'un des comploteurs originaux du coup d'État avait trahi ses camarades. D'autres putschistes ont cru que le SRB avait été informé de leur plan par Andrew Mukooza (en), un pilote de l'UAAF qui avait été contacté par Bazalaki, mais a refusé de se joindre à l'opération. Malgré l'avertissement, les options d'Amin étaient limitées. La plupart des officiers fidèles n'étaient pas à leur poste à ce moment-là, empêchant le président d'organiser rapidement une contre-opération de grande envergure. Quoi qu'il en soit, Amin a rapidement changé ses plans pour la journée et a envoyé certains de ses partisans à la base aérienne d'Entebbe pour rassembler les dissidents présumés et immobiliser tous les avions.
En milieu de matinée, le premier groupe de l'ULM avait récupéré ses armes et un deuxième groupe de putschistes a commencé à avancer de Kampala à Entebbe. La direction de l'ULM a été prévenue que le président avait découvert leurs plans à 11 h 30, mais ils ne pouvaient plus arrêter l'opération. Amin a alors tenté de s'échapper d'Entebbe à Kampala dans des voitures de sécurité, portant un gilet pare-balles et protégé par un grand nombre de gardes. Le président a espéré que ce mouvement jetterait les comploteurs "déséquilibrés". Cependant, son convoi s'est heurté au deuxième groupe des putschistes, et une fusillade a éclaté à Baitababiri. Les comploteurs du coup d'État ne savaient pas quelle voiture Amin utilisait et ont donc tiré sur tout dans l'espoir de frapper le président.
A l'aide de grenades à main et de leurs fusils, les membres de l'ULM ont endommagé plusieurs véhicules du convoi présidentiel. Les gardes d'Amin ont rapidement réagi, sortant de leurs voitures et contre-attaquant. Les membres du coup d'État se sont ensuite retirés dans les bois, s'échappant avant que les gardes présidentiels ne les attrapent. Amin a été légèrement blessé lors de l'affrontement, apparemment à cause des vitres de sa voiture brisées pendant les combats.
Les survivants du deuxième groupe de l'ULM ont alors informé certains des putschistes que l'opération avait échoué, les incitant à fuir. Bazalaki a tenté d'avertir les frères Kimumwe que le SRB avait appris leur implication, mais Patrick a été arrêté avant qu'il ne puisse les joindre. Mutumba a également été capturé. Cependant, Wilson Kimumwe a pu échapper aux forces de sécurité. Avec un lieutenant, trois sergents, un soldat et deux civils, il s'est rendu à la frontière kenyane dans une voiture, emportant des fusils, des grenades à main et un RPG avec eux. Le groupe a réussi à franchir les barrages routiers qui avaient été érigés par les loyalistes après que la tentative de coup d'État eut été connue. Wilson Kimumwe et ses camarades sont arrivés à Bulega au Kenya vers 16 h 0, puis ont appelé les autorités kenyanes pour les informer qu'ils voulaient se rendre. Plus tard, une deuxième voiture avec cinq membres civils de l'ULM est arrivée à Busia, au Kenya. Les transfuges ont été interrogés puis amenés à Kakamega. On pense qu'ils ont été rapidement libérés et se sont cachés au Kenya. Leurs armes ont été confisquées et transportées à Nairobi. Bazalaki a également pu fuir en exil.

## Conséquences

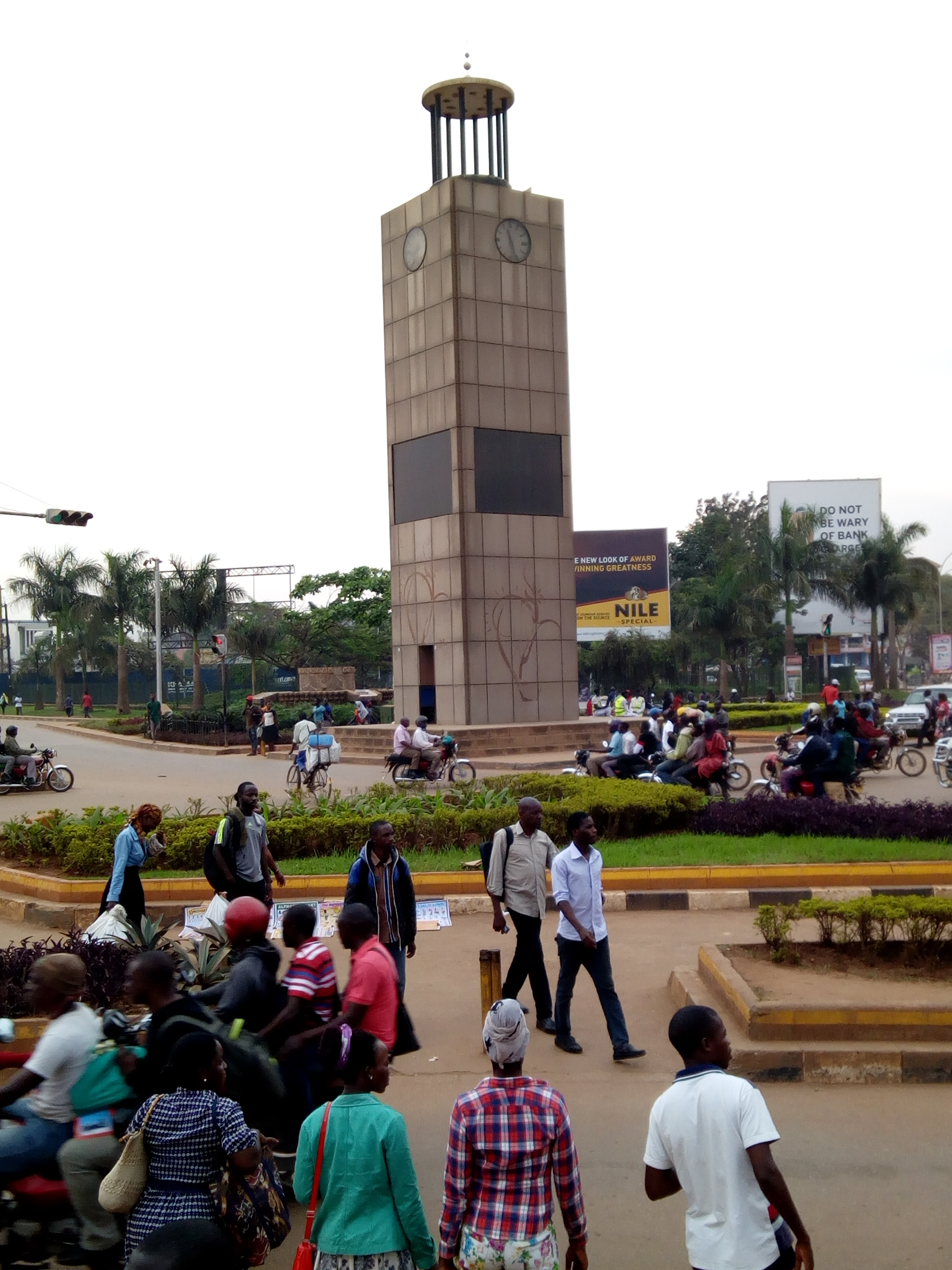
Douze putschistes présumés ont été exécutés à la tour de l'horloge de Kampala (photo de 2017) après l'échec de l'opération Mafuta Mingi.

En réponse à la tentative de coup d'État, Amin a lancé une purge visant les soldats baganda et basoga, dont beaucoup ont été tués. Ses forces de sécurité ont également ciblé les baganda et les basoga en général. Des centaines à des milliers de membres de ces groupes ethniques ont été rassemblés et arrêtés arbitrairement. En outre, les loyalistes du président ont intensément fouillé Baitababiri à la recherche de dissidents présumés, pénétrant par effraction dans des maisons, harcelant les habitants et faisant disparaître de force plusieurs civils.
Amin est également entré dans la clandestinité, tandis que le SRB organisait une "joy-ride" d'un doublé à travers Kampala et Entebbe, dans l'espoir de provoquer une autre attaque et ainsi attirer plus de putschistes. Le 24 juin, Radio Uganda a déclaré que le président allait bien, le vice-président Mustafa Adrisi Abataki déclarant qu'Amin était "très vivant et très en forme". L'émission n'a pas mentionné la tentative de coup d'État, affirmant à la place qu'Amin était parti en lune de miel retardée avec sa femme Sarah (en). Amin a admis plus tard qu'une tentative d'assassinat avait eu lieu, mais a blâmé "les colonialistes, les impérialistes et les sionistes". Il a utilisé la 14e Organisation de l'unité africaine (OUA) en juillet 1977 pour déclarer que la tentative de coup d'État faisait partie d'un complot occidental plus large visant à le renverser ainsi que de nombreux autres chefs d'État africains.
Le SRB a également informé le président que Mukooza était resté fidèle pendant la tentative de coup d'État, après quoi ce dernier a été promu lieutenant-colonel et commandant de l'escadron MiG-17 de l'UAAF en août 1977. Le 9 septembre 1977, douze ougandais ont été abattus publiquement devant la tour de l'horloge de Kampala après avoir été reconnus coupables de trahison par un chef de tribunal militaire de Juma Butabika. Les hommes ont été accusés d'avoir participé à l'opération Mafuta Mingi. Deux autres individus ont été condamnés à 15 ans de prison par le tribunal, tandis que deux ont été libérés. Amin a ignoré les appels à la clémence lancés par des personnalités internationales, dont le président libérien William Tolbert et le président gabonais Omar Bongo. En revanche, les principaux conspirateurs de l'opération Mafuta Mingi sont initialement restés emprisonnés, car Amin ne voulait pas seulement les tuer, mais les faire avouer publiquement en premier. Le 23 septembre 1977, Kimumwe, Mutumba et cinq autres prisonniers ont réussi à s'échapper de la prison du SRB à Nakasero (en) et à fuir au Kenya, juste avant leur exécution prévue. Furieux de l'évasion, Amin a retiré le directeur de SRB Francis Itabuka de son poste. Son successeur, Farouk Minawa, a rapidement lancé de nouvelles purges et ordonné l'arrestation ainsi que le meurtre de plusieurs personnes soupçonnées d'avoir des liens avec l'opération Mafuta Mingi.
En exil, Kimumwe et Mutumba ont écrit un livre intitulé Inside Amin's Army sur leurs expériences. Kimumwe est devenu une partie de l'opposition militante anti-Amin au Kenya, et a finalement rencontré Yoweri Museveni qui l'a invité à rejoindre le Front pour le salut national (en). Amin a été renversé pendant la guerre ougando-tanzanienne de 1978–79. Kimumwe a rejoint le Save Uganda Movement (en) et s'est battu pour les rebelles anti-Amin pendant la guerre, se noyant lorsqu'un navire insurgé a coulé sur le lac Victoria en décembre 1978. Après la déposition d'Amin, Mukooza a été secrètement exécuté par le nouveau gouvernement ougandais, probablement en raison de son rôle présumé dans l'échec de l'opération Mafuta Mingi.